# USS Boston (1884)
De USS Boston, (later USS Despatch en IX-2), was een pantserdekschip van de United States Navy tijdens de Spaans-Amerikaanse Oorlog, het vijfde schip met die naam. Het werd in dienst gesteld op 2 mei 1887 met Francis M. Ramsey als eerste kapitein. Dit type pantserschip kon aanvankelijk ook gezeild worden om de actieradius te vergroten, maar in de jaren rond de eeuwwisseling werden de ra's verwijderd. Het schip heeft een rol gespeeld in de val van het Koninkrijk Hawaï. De Amerikaanse marine heeft de Boston herhaaldelijk buiten dienst gesteld en weer in gebruik genomen. In 1946 is het afgezonken.

## Geschiedenis

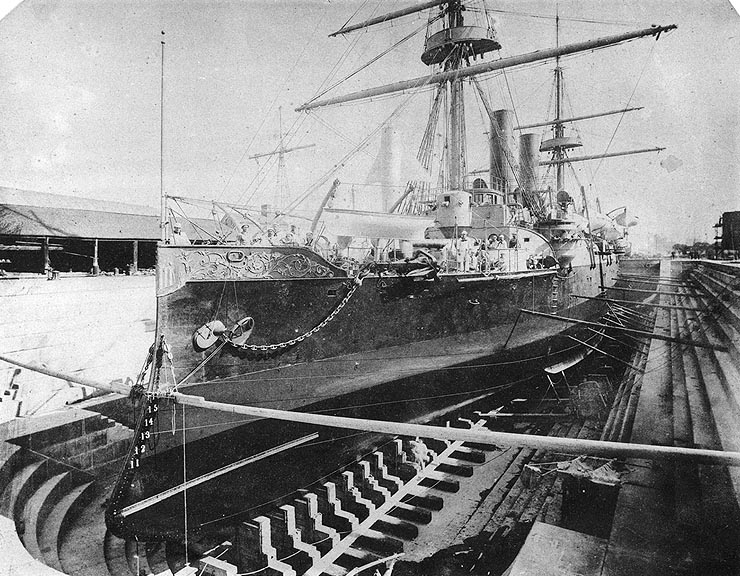
USS Boston op de New York Naval Shipyard in 1888.

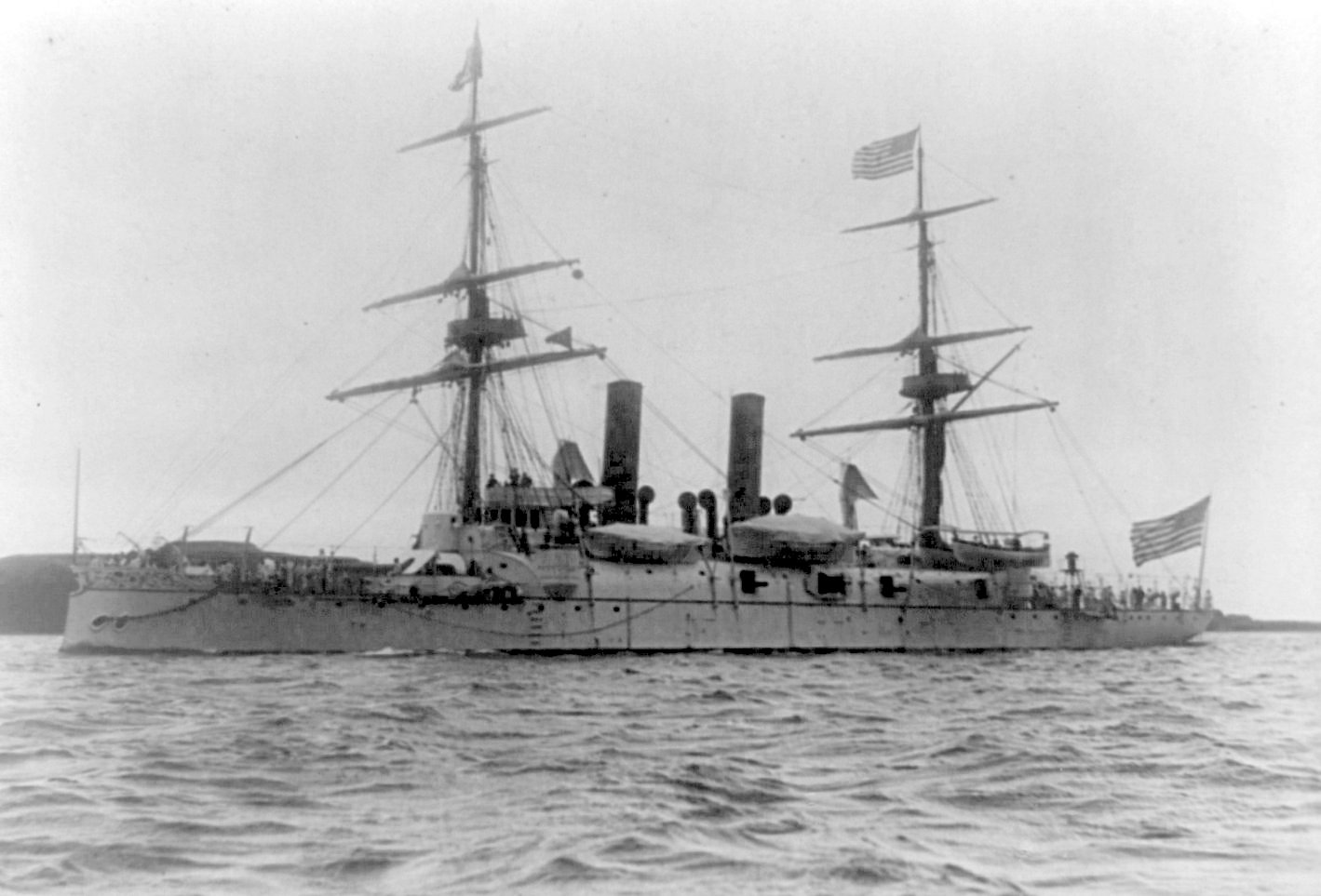
USS Boston rond 1891.

De USS Boston wordt gerekend tot de zogenaamde New Navy, die voortkwam een vernieuwingsslag die de Amerikaanse marine vanaf 1882 doorvoerde. Van de kruisers die volgens de nieuwe filosofie gebouwd werden, is de USS Boston als tweede voltooid, na het zusterschip USS Atlanta. Samen worden ze wel aangeduid als de Atlanta-klasse of de Boston-klasse. De kiel van de Boston werd in december 1883 gelegd en de tewaterlating was op 4 december 1884. Drieënhalf jaar later, op 2 mei 1887, werd het schip in dienst genomen en pas in 1888 was de uitrusting compleet en het schip volledig inzetbaar. Het voer naar Guatemala en Haïti om er Amerikaanse burgers te beschermen. De USS Boston sloot zich aan bij de Amerikaanse vloot op 30 september 1889 en stoomde naar de Middellandse Zee en Zuid-Amerika in de periode tussen 7 december 1889 en 29 juli 1890, en langs de Oostkust van de Verenigde Staten in 1891 naar de Stille Oceaan. Via Kaap Hoorn bereikte het San Francisco op 2 mei 1892.

### Val van het Koninkrijk Hawaï
Van 11 augustus 1892 tot september 1893 bleef de Boston in de wateren van Hawaï, om gedurende de politieke onrust de belangen en levens van Amerikanen te beschermen. In januari 1893 nam kapitein Wiltse van de Boston het initiatief om daartoe landingstroepen uit te zetten. Hoewel de militairen zich op de achtergrond hielden, droeg hun aanwezigheid bij aan de val van het Koninkrijk Hawaï en de latere annexatie door de Verenigde Staten. Op 10 oktober 1893, vertrok het naar de Westkust van de Verenigde Staten en op 4 november 1893 werd de Boston bij de marinescheepswerf van Mare Island buiten dienst gesteld.

### Spaans-Amerikaanse Oorlog en buitendienststelling
Op 15 november 1895 kwam de Boston weer in actieve dienst en van begin 1896 tot begin 1899 bleef de Boston in Aziatische wateren. Op 25 februari 1896 voegde ze zich onder commando van kapitein Frank Wildes bij het Aziatische eskader te Yokohama (Japan). Met deze groep vocht het schip tijdens de Spaans-Amerikaanse Oorlog in de Slag in de Baai van Manilla, op 1 mei 1898. Daar vocht het mee in slaglinie achter de andere pantserschepen USS Olympia, het vlaggenschip van commandant Dewey en kapitein Gridley, de USS Raleigh, de USS Baltimore en andere pantserschepen van het eskader van vlootcommandant George Dewey. Het vernietigde samen met hen de Spaanse vloot in de baai en in de haven van Cavite op de Filipijnen. Samen met de pantserkanonneerboot USS Petrel vernietigden ze de geschutstellingen langs de kust. Met een afdeling mariniers werden de kustbatterijen uitgeschakeld en het munitiearsenaal vernietigd. Op 12 augustus werd een staakt-het-vuren afgekondigd en op 1 september ging het schip naar Hong Kong voor reparaties. Op 12 september was het terug, vanaf 4 oktober toonde het samen met de vloot van admiraal Dewey de Amerikaanse kracht, vooral voor de Chinese havenstad Takoe. Na de Chinese klus vervulde het schip vanaf 9 december verschillende opdrachten in de Filipijnen, vooral als wachtschip. Vanaf 8 juni 1899 reist de Boston via verschillende Japanse havens en Honolulu naar San Francisco, waar het schip op 15 september uit dienst genomen wordt.

### Verdere inzet
De USS Boston werd op 15 september 1899 opgelegd op de Mare Island Navy scheepswerf. Daarna vertrok het op 11 augustus 1902 weer met een opdracht en sloot zich aan bij het Pacific smaldeel.
Gedurende 16 - 25 juni 1905 was het schip te bezichtigen tijdens de Marine en de Lewis & Clark Tentoonstelling te Portland, Oregon. Tussen 23 april en 10 mei 1906 snelde het ter hulp om slachtoffers te verzorgen van de aardbeving San Francisco 1906 en de felle brand in San Francisco te bestrijden. Het schip werd op 10 juni 1907 weer opgelegd bij de Puget Sound Navy Yard.
Vanaf 15 juni 1911 tot september 1916 diende het als oefenschip met de Oregon Marine Militie. Tussen 24 mei 1917 en juni 1918 werd het gebruikt door het Shipping Board. Op 18 juni 1918 werd het op Mare Island Navy Yard opnieuw in actieve dienst gesteld als reserveschip en vervolgens naar Yerba Buena Island in Californië, waar het dienstdeed als ontvangschip voor de hoogwaardigheidsbekleders tot in 1946. Op 9 augustus 1940 werd het schip omgedoopt tot USS Despatch, om de originele naam vrij te maken voor de nieuwe zware kruiser USS Boston (CA-69).
Het oude pantserschip werd geklasseerd als IX-2 op 17 februari 1941. De USS Despatch/IX-2 werd op 8 april 1946 afgezonken nabij de kust van San Francisco.